# Войцеховский, Павел (футболист)
Па́вел Войцехо́вский (пол. Paweł Wojciechowski; 24 апреля 1990, Польша) — польский футболист, нападающий клуба «Рух» (Хожув).

## Биография
В 17 лет дебютировал в основном составе голландского «Херенвена». За свой первый сезон сыграл 9 матчей, в которых забил 2 гола. После сезона 2009/2010 перешёл в менее сильный клуб «Виллем II» (Тилбург) за более существенной игровой практикой, после первых нескольких проведённых матчей Войцеховски выбыл почти на год из-за травмы разрыва крестообразных связок. После возвращения продолжал выступать за клуб.
Выступал за «Минск» и «Завишу», с августа 2014 года — игрок солигорского «Шахтёра».

## Достижения
- Обладатель Кубка Белоруссии: 2012/13
- Обладатель Кубка Польши: 2013/14